# 邱华康
邱华康（1967年10月—），男，汉族，江苏沭阳人，中华人民共和国政治人物。现任淮安市人民政府副市长，民革中央委员。第十四届全国政协委员。